# Rudolf Leeb (Parteifunktionär)
Rudolf Leeb (geboren 7. Mai 1902 in Berlin; gestorben 2. Oktober 1993) war ein deutscher politischer Funktionär (SPD). Er war von 1927 bis 1933 und von 1950 bis 1968 Kassierer des SPD-Parteivorstandes sowie von 1933 bis 1940 Kassierer der Exil-SPD.

## Leben und Tätigkeit
Rudolf Leeb war ein Sohn des Brauereiarbeiters Johann Leeb und der Näherin Martha, er hatte drei Geschwister. 1917 trat Leeb als Bürolehrling in den Dienst des Büros des SPD-Parteivorstandes in Berlin und wurde dort 1920 Parteimitglied. Ab 1925 wurde er als Buchhalter in der Parteikasse beschäftigt und verwaltete als Leiter des Finanzreferats die Gelder des Parteivorstandes. Nebenbei betätigte er sich im Reichsbanner Schwarz-Rot-Gold und in den Gewerkschaften. 
Kurz nach der Machtergreifung der Nationalsozialisten im Frühjahr 1933 ging Leeb in die Emigration. Zuvor gelang es ihm jedoch zusammen mit Alfred Nau und Fritz Heine große Teile des Parteivermögens ins Ausland zu verschieben.
In der Emigration wurde Leeb hauptamtlicher Sekretär im Sopade-Büro in Prag, dem Hauptquartier der SPD-Führung im Exil. Diesen Posten behielt er auch bei als die SOPADE ihren Sitz 1938 nach Paris verlegte. Nach dem Beginn des Zweiten Weltkriegs wurde Leeb 1940 als „feindlicher Ausländer“ zeitweise in Frankreich interniert, wurde aber noch vor der deutschen Besetzung des Landes auf freien Fuß gesetzt und konnte nach Portugal fliehen. Von dort reiste er 1941 mit seiner Familie auf dem portugiesischen Dampfer Nyassa in die USA aus.
Die nationalsozialistischen Polizeiorgane, die ihn irrtümlicherweise in Großbritannien vermuteten, setzten Leeb derweil Anfang 1940 auf die Sonderfahndungsliste G.B., ein Verzeichnis von Personen, die im Falle einer erfolgreichen deutschen Invasion Großbritanniens durch die Sonderkommandos der SS-Einsatzgruppen mit besonderer Priorität ausfindig gemacht und verhaftet werden sollten.
1950 kehrte Leeb nach Deutschland zurück, wo er wieder als Kassierer in den Dienst des SPD-Parteivorstandes in Hannover und Bonn trat. 1968, nach anderen Angaben 1970, ging er in den Ruhestand.
Leebs Nachlass, mit persönlichen Unterlagen sowie Briefen aus der Emigration, wird heute von der Friedrich-Ebert-Stiftung verwahrt.

## Familie
Leeb war seit 1927 verheiratet mit Hildegard Grundei (1907–1958). Beide hatten einen Sohn, Lothar (* 1929). Dieser blieb nach dem Zweiten Weltkrieg in den Vereinigten Staaten.
Leebs Bruder Hans Leeb war ebenfalls aktives Mitglied der SPD und Gegner des nationalsozialistischen Regimes. Er geriet während des Zweiten Weltkriegs in sowjetische Kriegsgefangenschaft, aus der er 1947 zurückkehrte. Er lebte nach dem Krieg mit seiner Frau und zwei Töchtern in Ostberlin, wo er 1979 verstarb.